# San Miguel de Guadalupe

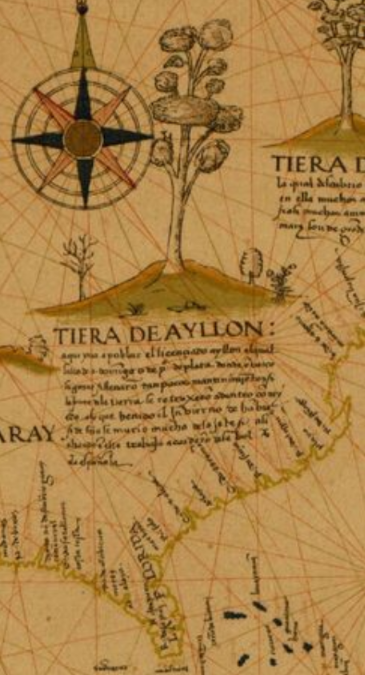
Détail d'une carte de 1533 montrant le territoire attribué en 1523 à Lucas Vázquez de Ayllón par le roi Charles Quint.

San Miguel de Gualdape, ou San Miguel de Guadalupe, est le premier foyer de colonisation européen à l'intérieur de ce qui est désormais le territoire continental des États-Unis. Fondé par l'espagnol Lucas Vázquez de Ayllón en 1526, il est abandonné au début de l'année 1527 et cette première colonie sur le territoire des États-Unis est un échec. Sur les 600 personnes venues établir la colonie, seules 150 rentrent vivantes. Les esclaves africains amenés par les colons deviennent le premier cas documenté d'esclavage en Amérique du Nord et sont à l'origine de la première rebellion d'esclaves.

## Découverte et exploration
Lucas Vázquez de Ayllón est un riche planteur de sucre d'Hispaniola et magistrat d'une cour d'appel royale coloniale, la Real Audiencia. En 1521, il dépêche Francisco Gordillo pour une expédition de servitude aux Bahamas. Trouvant les îles dépeuplées, Gordillo et un autre navire d'asservissement piloté par Pedro de Quejo naviguent vers le nord-ouest à la recherche de terres censées se trouver dans cette direction. Le 24 juin 1521 , ils débarquent à Winyah Bay, sur la côte de l'actuelle Caroline du Sud. Après une exploration préliminaire de la région, ils kidnappent soixante-dix Indiens et les ramènent à Hispanola .
A leur retour à Hispaniola, Gordillo et Quejo font l'éloge des terres trouvées. D'après eux, la conquête militaire était inutile et la région deviendrait une colonie prospère. Lucas Vázquez de Ayllón demande alors à la Couronne, par écrit, l'autorisation de coloniser cet endroit. La même année, il se rend en Espagne pour affaires. Il en profite pour défendre l'excursion sur la nouvelle terre . Ayllon prend avec lui un des Indiens capturés, qu'il nomme Francisco de Chicora (en)  (Chicora étant le nom espagnol de la patrie de Francisco de langue siouane, soumise à un chef Datha de Duahe) et sert ensuite de traducteur en espagnol. En Espagne, ils rencontrent Peter Martyr, le chroniqueur judiciaire. Francisco parle de son peuple, sa patrie et des provinces voisines. Il décrit son peuple comme "blancs" et ayant "les cheveux blonds jusqu'au talon". Selon lui, un gigantesque roi indien nommé Datha dirige un peuple de géants ; il exista une ancienne race humaine qui possédait des queues et mangeait un certain type de poissons. Il assure que des perles et pierres précieuses se trouvent dans la région : les Espagnols furent sans doute intéressés,.
Le 12 juin 1523, Ayllón obtient une cédula (brevet royal) de Charles Quint et du conseil des Indes lui permettant d'établir une colonie sur la côte et de faire du commerce avec les indigènes locaux. Il serait gouverneur à vie et détiendrait, ainsi que ses descendants, le titre de maire alguacil (haut shérif). En contrepartie, il doit effectuer une exploration plus détaillée de la région, établir des missions, des églises et un monastère franciscain, afin de convertir les indigènes. L'encomienda et toute forme d'esclavage indien lui sont interdites,.
Comme l'exige son contrat, Ayllón engage Quejo pour mener un voyage d'exploration, composé de deux caravelles et d'une soixantaine d'équipiers. Ils partent au début du mois d'avril 1525 avec pour ordre d'explorer 200 lieues (640 milles marins) de littoral, d'enregistrer les positions et les sondages à main nécessaires, d'ériger des balises en pierre portant le nom de Charles V et d'obtenir des Indiens qui pourraient servir de guides et d'interprètes pour de futurs voyages. Ils arrivent le 3 mai 1525, probablement à la rivière Savannah. Ils continuent vers le nord jusqu'à atteindre la baie de Winyah, site de leur voyage de 1521. La destination de Quejo est inconnue, il s'agit peut-être de la baie de Chesapeake, mais il observe que la côte au-delà de la baie de Winyah est constituée de dunes de sable et de forêts de pin. L'expédition se termine en juillet 1525,.

## La colonie et son échec
Le retour de Quejo marque le début d'un voyage de colonisation dirigé par Ayllón, qui dépense sa fortune jusqu'à s'endetter pour préparer l’expédition. La flotte est constituée de six navires transportant de 600 à 700 passagers et membres d'équipage, parmi lesquels des femmes, des enfants, et des esclaves africains. Deux frères dominicains, Antonio de Montesinos et Antonio de Cervantes, viennent servir les colons et les indigènes. Antonio de Monntesinos était alors connu à Hispaniola pour son opposition à l'esclavage et aux mauvais traitements infligés aux indiens. Des animaux (vaches, moutons, porcs, une centaine de chevaux) sont également embarqués . La flotte part à la mi-juillet 1526.
Elle arrive le 9 août 1526. La Capitana, vaisseau amiral, heurte un banc de sable et coule : une partie des provisions est perdue. Francisco de Chicora et les autres interprètes en profitent pour fuir dans les bois. Ayllón ordonne la construction d'un navire de remplacement, la Guavarra, probablement premier exemple de bateau de style européen dans les Etats-Unis actuels.
Ils cherchent alors un site approprié pour établir une colonie sur l'île Pawleys, voisine, mais le sol était pauvre et une population indienne clairsemée offrait peu de chances de commerce rentable. Plusieurs groupes partent en éclaireur. D'après leurs rapports, Ayllón se déplace à environ 200 milles au sud vers une « rivière puissante », probablement Sapelo, en Géorgie actuelle. Au début de septembre, les hommes valides sont montés à cheval sur le nouveau site tandis que les autres voyagent par bateau. Arrivés à Sapelo Sound, ils construisent des maisons et une église pour former un début de colonie.
Le 29 septembre 1526, la colonie est baptisée St-Michel de Guadalpe à l'occasion de la fête de St-Michel l'Archange ; le nom de Guadalpe provient de la tribu locale Guale appartenant à la culture mississipienne. En plus d'un démarrage tardif et de la perte de la Capitana, les colons souffrent de la faim, du froid, de la maladie et des indigènes hostiles. Il était trop tard pour planter des cultures et le gibier se fait rare. Les eaux rengorgent de poissons, mais les colons étaient malades ou réticents à pêcher. La nappe phréatique peu profonde et le sol poreux faciliteraient la contamination de leurs puits par des déchets humains ou animaux. Des maladies endémiques (dysenterie, autres maladie d'origine hydrique) les atteignent. Ayllón espérait faire du commerce avec les Indiens, mais ils refusent, ou ne le peuvent pas. Enfin, il y fait anormalement froid,.
De nombreux colons meurent, dont, le 18 octobre 1526, Ayllón. Le capitaine Francisco Gómez devient chef de la colonie ; lui et les autres membres du conseil veulent rester et attendre le réapprovisionnement d'Hispaniola. Une autre faction, dirigée par Gines Doncel et son lieutenant, Pedro de Bazan, poussent au retrait. Dans la semaine qui suit la mort d'Ayllón, Doncel et un groupe de partisans armés arrêtent Gómez et les autres dirigeants et les enferment dans la maison de Doncel. Dans le même temps, un autre groupe de colons s'impose de force dans un village indien local pour exiger nourriture et aide. Le village résiste et les colons sont tués. Cet incident marque un tournant pour les Indiens locaux et déclenche de nouvelles hostilités envers les Espagnols.
Doncel veut éliminer ceux qui s'opposaient encore à lui. Une nuit, lui et Bazan se mettent en embuscade et tuent deux de leurs adversaires les plus virulents. Pour des raisons inconnues, certains des esclaves africains incendient la maison de Doncel cette même nuit. Dans la confusion qui suit, Gómez et les autres chefs de la ville sont libérés, Bazan est mortellement blessé et Doncel et les autres mutins, arrêtés. À ce moment-là, les colons survivants conviennent qu'il est temps d'évacuer la colonie et de retourner à Hispanola. Fin octobre, ils montent à bord de leurs navires et à la mi-novembre, tous les colons ont quitté San Miguel de Gualdape.
Le mauvais temps et le manque de provisions rendent le retour difficile. Les navires se séparent et le voyage dure de quelques semaines à plusieurs mois. Plusieurs passagers meurent de froid et un navire est victime de cannibalisme. Sur les 600 personnes qui commencèrent l'expédition en juillet, seules 150 environ rentrent vivantes.
L'emplacement de cette colonie est contesté, car la direction depuis le Jordan (Santee) n'est pas rapportée. Certains historiens affirment qu'Ayllón est allé vers le nord, atteignant la baie de Chesapeake. Francisco Fernández de Écija, pilote en chef des Espagnols qui cherchaient la baie de Chesapeake en 1609, pour y travailler en anglais, affirme qu'Ayllón  était arrivé, en 1526, sur la James River, près de l'endroit où Jamestown fut développé plus tard. Écija déclare que d'après les indigènes du Santee, Daxe (Duahe) était une ville située à quatre jours au nord.
Depuis le début du 21e siècle, les historiens américains s'accordent à dire qu'Ayllón développa, en 1526, la colonie, sur l'île de Sapelo en Géorgie actuelle, ou à proximité. Selon eux, la colonie ne peut pas se situer plus au Nord. Les tentatives archéologiques pour localiser le site ont échoué.

## Héritage
Après l'échec de San Miguel de Gualdape, les Espagnols concluent qu'Ayllón ne s'était pas correctement préparé au temps froid ou à l'hostilité des populations indiennes. Beaucoup estiment que la région était encore prometteuse, mais son succès futur nécessiterait un soutien militaires. La tentative suivante d'exploration de la région est menée par Hernando de Soto. Son expédition reflète la conviction qu'une approche militaire est nécessaire.

### L'esclavage et la révolte d'esclaves
Le nombre d'esclaves africains parmi les 600 colons est inconnu. D'après Gonzalo Fernández de Oviedo, chroniqueur contemporain de l’expédition, "certains" esclaves sont amenés. L'historien Paul Hoffmann pense qu'ils étaient des domestiques ou des artisans, non de la main-d’œuvre dans les champs. En octobre, un groupe d'esclaves incendie la maison de Gines Doncel, chef d'une mutinerie. Aucun détail n'est connu, Oviedo écrit seulement que les esclaves "avaient leurs raisons". Doncell et les mutins sont arrêtés dans la confusion qui suit. Le sort des incendiaires n'est mentionné dans aucune source ; il n'est pas non plus fait mention d'une fuite d'esclaves. Cet épisode est consideré comme le premier cas documenté d'esclavage noir en Amérique du Nord, ainsi que la première révolte.

### la première messe catholique
Parmi les colons se trouvent le frère Antonio de Montesinos et le frère Antonio de Cervantes, dominicains. Ils auraient célébré la messe chaque jour, ce qui en fait le premier endroit des Etats-Unis actuelle où la messe est dite. Les dates et lieux de cet évenement sont inconnus.